# Costa de Graham

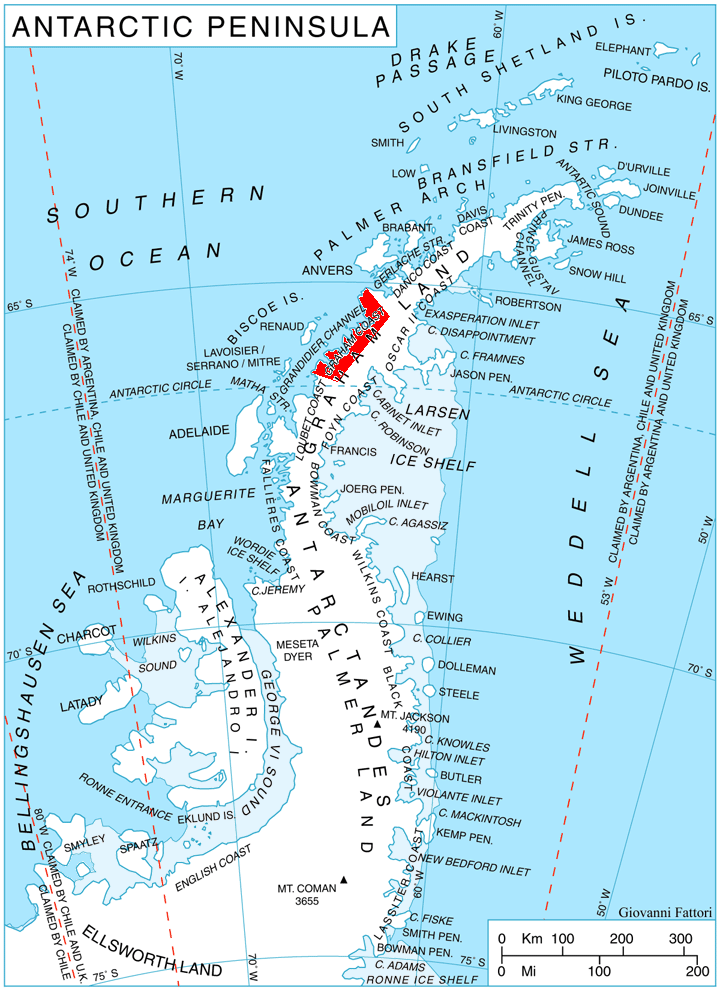
Localización de la costa de Graham.

La costa de Graham o costa Graham (del inglés: 'Graham Coast') es la porción de la costa Noroeste de la península Antártica (Tierra de Graham), entre el cabo Renard (65°01′S 63°47′O / -65.017, -63.783), que la separa de la costa Danco y el cabo Bellue (66°18′S 65°54′O / -66.300, -65.900), límite con la costa Loubet. 
Se ubica frente a las islas Biscoe, de las cuales las separa el canal Grandidier. Los Antartandes separan a la costa de Graham de las costas ubicadas del lado oriental de la península Antártica: la costa Oscar II y la costa Foyn.
La costa fue descubierta por la expedición británica liderada por John Biscoe entre el 17 y el 18 de febrero de 1832. Biscoe le dio nombre en honor de James Graham.
El cabo Bellue fue descubierto por la Expedición Antártica Francesa de 1908-1910 liderada por Jean-Baptiste Charcot en el barco Pourquoi-Pas ? IV, quien lo nombró en honor del almirante Bellue.
La Base J o Punta Prospect (Station J — Prospect Point o Graham Coast hasta 1959) del Reino Unido se ubicada en (66°00′S 65°21′O / -66.000, -65.350) en punta Prospect. Fue ocupada desde el 2 de febrero de 1957 hasta el 23 de febrero de 1959 y removida durante marzo a abril de 2004.

## Reclamaciones territoriales
Argentina incluye a la costa de Graham en el departamento Antártida Argentina dentro de la provincia de Tierra del Fuego, Antártida e Islas del Atlántico Sur; para Chile forma parte de la Comuna Antártica de la provincia Antártica Chilena dentro de la Región de Magallanes y de la Antártica Chilena; y para el Reino Unido integra el Territorio Antártico Británico. Las tres reclamaciones están restringidas por los términos del Tratado Antártico.
Nomenclatura de los países reclamantes:
- Argentina: -
- Chile: Costa de Graham
- Reino Unido: Graham Coast